# مرغاب (ترکمنستان)
مرغاب (به ترکمنی: Murgap، موُرغاپ) (به روسی: Мургап) یک شهرک در ترکمنستان است که در شهرستان مرغاب واقع شده‌است. مرغاب ۱۰٬۰۰۰ نفر جمعیت دارد. این شهر مرکز شهرستان مرغاب است.